# TAS (レーダー)
目標捕捉システム（英語: Target Acquisition System, TAS）は、ヒューズ・エアクラフト（現レイセオン）社が開発した2次元レーダーのファミリー。アメリカ海軍において、主として艦載用の低空警戒レーダーとして装備された。Mk.91 ミサイル射撃指揮装置（GMFCS）に目標捕捉能力を付与することを目的に、Mk.20からMk.24の5つのサブタイプが開発された。これらはおおむね数字が大きくなるごとに性能も向上しており、またMk.24では赤外線センサと統合された。

## 来歴
イギリス海軍では、シーウルフ個艦防空ミサイル・システムにおいて、LバンドとSバンドの967/968型レーダーを連接して目標捕捉用とすることで、良好な成果を得ていた。これに範を取り、アメリカ海軍においても、当時運用していたMk.91 GMFCSに目標捕捉レーダーを導入することが計画されるようになり、1971年に技術開発が発注された。
上記の通り、Mk.20からMk.24までの各機種が開発されて、いずれも1974年より陸上試験に入った。このうちMk.23は1975年よりフリゲート「ダウンズ」において艦上試験に着手した。1978年4月に100基の製造が発注され、1980年10月に就役した。

## 設計
Mk.23は、ソリッドステート化されたレンジゲート・パルス・ドップラー・レーダーである。アンテナは26個のフィード・ホーンより構成されており、またサイドローブ消去用としてさらに1個のホーンが追加されている。またスキャナーと背中合わせに敵味方識別装置（IFF）のアンテナも設置されている。
本機は捜索中追尾（TWS）能力も有しており、追尾中の脅威についての情報をMk.91 GMFCSに随時提供する。下記のような2つの動作モードを備えている。
- 個艦防空 - 走査速度30rpm、最大探知距離 37km、PRF 4,000pps、最大検知速度3,500km/時
- 中距離探知 - 走査速度15rpm、最大探知距離 167km、PRF 900pps

### 派生型
Mod.0
Mk.158コンピュータを搭載した試作型。フリゲート艦「ダウンズ」で運用試験に供された。
Mod.1
AN/UYK-20コンピュータを搭載し、海軍戦術情報システムと連接された型。スプルーアンス級駆逐艦に搭載された。
Mod.3
Mod.1の改良型で、AN/UYQ-21ディスプレイを搭載した。
Mod.5
Mod.1のコンピュータを、AN/UYK-44に換装した型。スプルーアンス級駆逐艦に改装適用。
Mod.7
Mod.3のコンピュータを、AN/UYK-44に換装した型。
Mod.2
海軍戦術情報システムとの連接が無い単独運用型で、AN/UYA-4コンソールを装備する。補給艦に搭載される。
Mod.4
Mod.2にAN/UYQ-21ディスプレイを追加した型。
Mod.6
Mod.2にAN/UYK-44コンピュータを装備した型
Mod.8
Mod.2にAN/UYK-44コンピュータとAN/UYQ-21ディスプレイを装備した型。

## 搭載艦
- 原子力空母「エンタープライズ」（後日装備）
- ニミッツ級航空母艦
- スプルーアンス級駆逐艦（後部マストの後方張り出し部分に搭載）
- タラワ級強襲揚陸艦
- ワスプ級強襲揚陸艦
- サプライ級高速戦闘支援艦